# Gavin MacIntosh
Gavin MacIntosh (* 22. März 1999 in Tucson, Arizona) ist ein amerikanischer Schauspieler. Er ist bekannt für seine Rolle als Connor Stevens in The Fosters (2013–2016).

## Leben
Er wuchs zusammen mit seinen jüngeren Brüdern in Tucson, Arizona, auf. Seine professionelle Karriere als Schauspieler und Model begann er mit zehn Jahren. In den Jahren 2010 bis 2012 war er in einer Reihe von Kurzfilmen zu sehen, außerdem hatte er einzelne Gastauftritte in Fernsehserien wie Parks and Recreation und Raising Hope. 2013 bekam er die wiederkehrende Rolle als Connor Stevens in der ABC-Family-Jugendserie The Fosters. Darin hatte er im Alter von 15 Jahren mit dem Schauspieler Hayden Byerly den jüngsten gleichgeschlechtlichen Kuss im Fernsehen. Im Jahr darauf war er in einer Folge von Bones – Die Knochenjägerin zu sehen.

## Filmografie (Auswahl)
- 2011: Sanctioned to Die
- 2011: Parks and Recreation (Fernsehserie, Folge 4x04)
- 2011: Raising Hope (Fernsehserie, Folge 2x07)
- 2013–2016: The Fosters (Fernsehserie, 25 Folgen)
- 2014–2016: Bones – Die Knochenjägerin (Bones, Fernsehserie, 3 Folgen)
- 2016: American Fable
- 2017: Bosch (Fernsehserie, 4 Folgen)
- 2021: Good Trouble (Fernsehserie, 1 Folge)